# Granica Tolmana-Oppenheimera-Volkoffa
Granica Tolmana-Oppenheimera-Volkoffa (granica TOV, limit TOV) – maksymalna możliwa masa stabilnej sferycznie symetrycznej i nierotującej gwiazdy neutronowej, wynikająca z Ogólnej Teorii Względności.

## Historia
Metoda obliczenia masy maksymalnej poprzez rozwiązanie równań Einsteina dla sferycznie symetrycznego rozkładu masy (równanie Tolmana-Oppenheimera-Volkoffa) zostało opublikowane w roku 1939 w czasopiśmie naukowym „Physical Review” przez Richarda C. Tolmana w artykule pt. Static Solutions of Einstein’s Field Equations for Spheres of Fluid oraz Roberta Oppenheimera i Georga M. Volkoffa w artykule pt. On Massive Neutron Cores (obie prace ukazały się w tym samym woluminie; Tolman pracował niezależnie od Oppenheimera i Volkoffa, jednak przed publikacją dyskutowali o otrzymanych wynikach).

## Znaczenie w astrofizyce i fizyce jądrowej
Dla danego równania stanu, sferycznie symetryczna gwiazda neutronowa o masie większej niż wartość graniczna TOV staje się niestabilna względem sferycznie-symetrycznych zaburzeń: arbitralnie małe zaburzenie wytrąca konfigurację ze stanu równowagi, powodując zapadnięcie się jej do osobliwości, czyli przekształcenie gwiazdy w czarną dziurę Schwarzschilda (co może sugerować, że granica TOV jest jednocześnie minimalną masą astrofizycznej czarnej dziury). Granica TOV istnieje dla każdego równania stanu, także dla materii nieściśliwej (tzn. takiej w której gęstość ρ=const.) i materii kwarkowej.
Oryginalna wartość maksymalnej masy gwiazdy neutronowej według Oppenheimera i Volkoffa wynosiła około 0,7 masy Słońca. Wartość ta wynikała z ówczesnego stanu wiedzy na temat materii o tak dużej gęstości – do obliczeń wykorzystano równania stanu zimnego zdegenerowanego gazu Fermiego neutronów – i, jak wskazują obserwacje astronomiczne i rozwój teorii oddziaływań jądrowych, jest ona mocno niedoszacowana. Obecnie wiadomo, że ciśnienie zapewniające stabilność gwiazdy neutronowej o masie porównywalnej z masą Słońca nie pochodzi od gazu Fermiego neutronów, ale jest efektem oddziaływań silnych pomiędzy nukleonami. Dokładne pomiary mas pulsarów w relatywistycznych układach podwójnych znajdują się w przedziale od 1,25 do 2,01 M☉. Niektóre modele teoretyczne dopuszczały dla statycznej gwiazdy neutronowej maksymalną masę równą nawet 3 M☉.

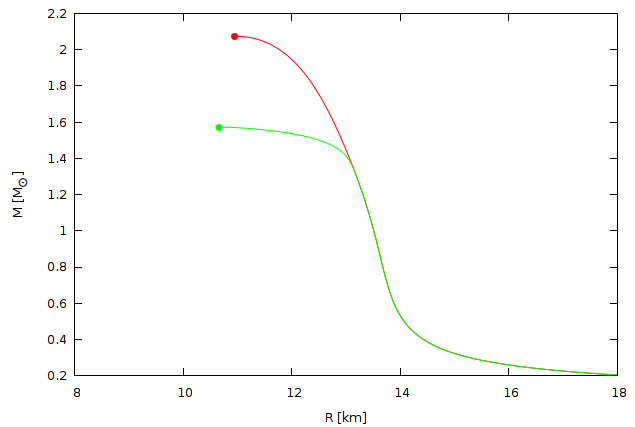
Przykład granicy Tolmana-Oppenheimera-Volkoffa na diagramie masa-promień gwiazdy neutronowej dla dwu równań stanu materii gęstej. Linia zielona: równanie stanu, w którym możliwa jest kondensacja kaonów, linia czerwona: równanie, w którym kondensacja nie zachodzi. Kropki oznaczają maksymalne możliwe masy (granice TOV dla danego równania stanu)

Równanie stanu materii dla gęstości większych od gęstości jądrowej jest wciąż niedokładnie zbadane, dlatego znajomość maksymalnej możliwej masy gwiazdy neutronowej jest istotna z punktu widzenia weryfikacji teorii budowy gęstej materii. Równanie stanu jest wykluczone przez obserwacje, jeżeli otrzymana dla niego granica TOV jest niższa od największej masy statycznej gwiazdy neutronowej obserwowanej w przyrodzie; np. obserwacja gwiazdy neutronowej o masie 1,8 masy Słońca wyklucza zasadność używania równania stanu, którego wykres oznaczono na rysunku kolorem zielonym, natomiast to oznaczone kolorem czerwonym nie kłóci się z tą obserwacją.
Równoczesna obserwacja w 2017 roku fal grawitacyjnych i promieniowania elektromagnetycznego z kilonowej, w połączeniu z opisem teoretycznym, pozwoliła nałożyć silne ograniczenie na maksymalną masę nierotującej gwiazdy neutronowej. Według obliczeń badaczy z Uniwersytetu Goethego jest ona nie większa niż ~2,16 M☉.